# Dyrżawno pyrwenstwo w piłce nożnej (1943)
Dyrżawno pyrwenstwo w piłce nożnej (1943) było 19. edycją najwyższej piłkarskiej klasy rozgrywkowej w Bułgarii. W rozgrywkach brało udział 28 zespołów. Tytułu nie obroniła drużyna Lewski Sofia. Nowym mistrzem Bułgarii został zespół Slawia Sofia.

## 1. runda
- Lewski Dobricz – ŻSK Ruse 2 – 4, 2 – 4
- Belomorec Kawala – Botew Chaskowo 4 – 1, 2 – 1
- Orel-Czegan 30 Wraca – Kniazinia Maria Luisa Łom 1 – 2, 2 – 4
- Georgi Drażew Jamboł – Lewski Burgas 2 – 1, 1 – 2, 1 – 3(po dogr.)
- Kniaz Simeon Tarnowski Pawlikeni – Czardafon Gabrowo 3 – 0 (walkower)
- SP 39 Plewen – Sportist Sofia 1 – 4, 0 – 3
- ŻSK Skopje – Makedonia Bitolya 3 – 0, 1 – 0
- Han Kubrat Popowo – Władysław Warna 1 – 1, 0 – 3
- Tritswet Czirpan – Botew Płowdiw 1 – 4, 0 – 3
- ŻSK Sofia – Ticza Warna 2 – 0, 0 – 0
- Botew Gorna Dżumaja – Atletik Dupnica 1 – 3, 0 – 3

Mecz FK Bitolya – Wardar Skopje nie odbył się ponieważ oba zespoły zrezygnowały z udziału w rozgrywkach.

## 2. runda
- Sportist Sofia – Kniazinia Maria Luisa Łom 5 – 0, 4 – 0
- ŻSK Ruse – Władysław Warna 2 – 4, 6 – 1
- Kniaz Simeon Tarnowski Pawlikeni – Lewski Burgas 3 – 4, 1 – 2
- Belomorec Kawala – Botew Płowdiw 2 – 1, 0 – 1, 0 – 1, 1 – 2
- Lewski Sofia – Atletik Dupnica 2 – 1, 4 – 1
- Lewski Płowdiw – ŻSK Skopje 3 – 1, 2 – 1
- ŻSK Sofia – Makedonija Skopje 3 – 0(walkower), 3 – 0(walkower)

## Ćwierćfinały
- Lewski Sofia – ŻSK Sofia 2 – 2, 2 – 1
- Sportist Sofia – Slawia Sofia 2 – 2, 0 – 1
- Lewski Burgas – Botew Płowdiw 0 – 1, 0 – 3
- Lewski Płowdiw – ŻSK Ruse 6 – 1, 1 – 3

## Półfinały
- Lewski Sofia – Lewski Płowdiw 3 – 1, 2 – 0
- Botew Płowdiw – Slawia Sofia 1 – 1, 1 – 5

## Finał
- Slawia Sofia – Lewski Sofia 1 – 0, 1 – 0

Zespół Slawia Sofia został mistrzem Bułgarii.